# قلعه مونستر

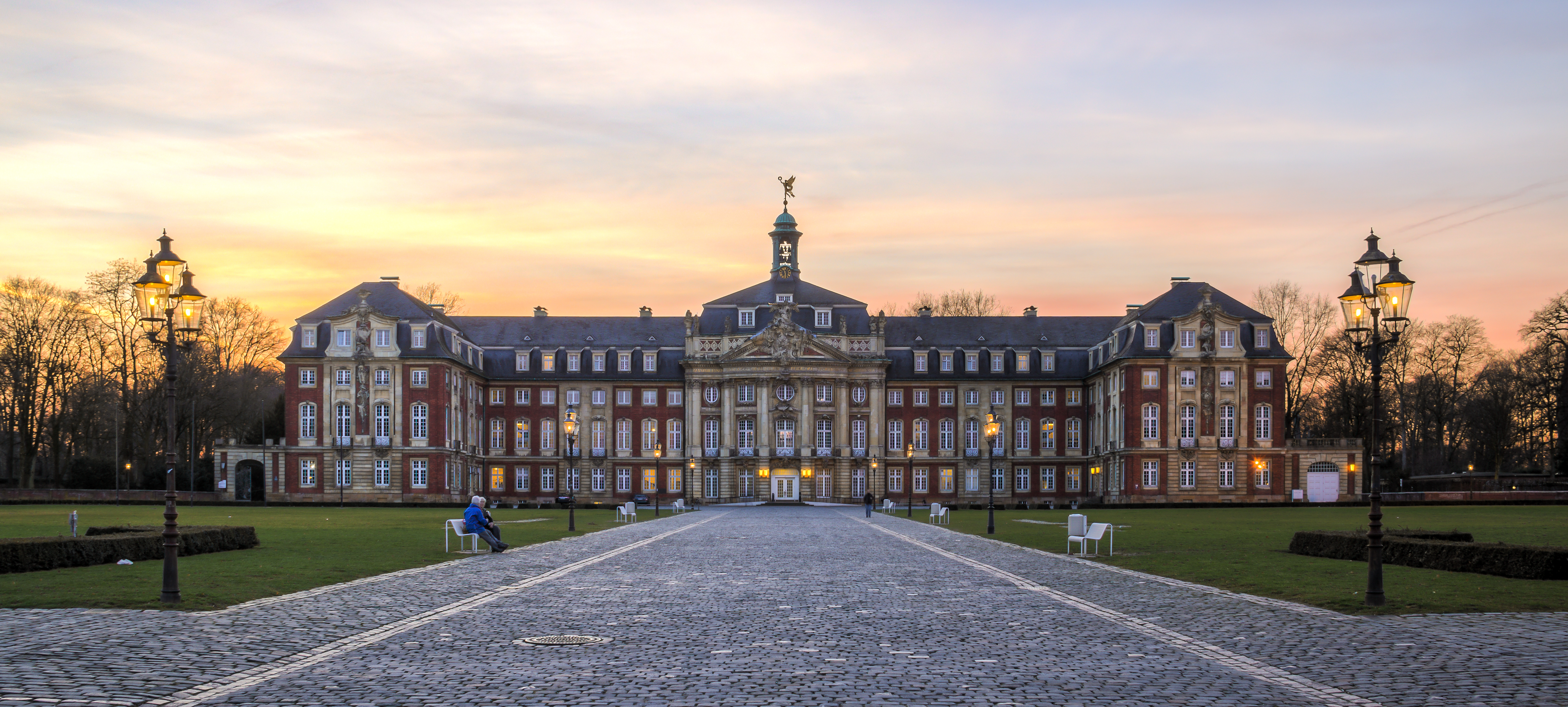
قلعهٔ مونستر کاخ شاهزاده بیشوپ

قلعه مونستر (به آلمانی: Schloss Münster) یا کاخ شاهزاده بیشوپ، قلعه ای است که دوک بیشوپ (duke-bishop) مونستر در آلمان بین سالهای ۱۷۶۷ و ۱۷۸۷ به سبک باروک برای سکونت آخرین شاهزاده بیشوپ ماکسیمیلیان فردریش فون کونیگزگ-روتنفلز (به آلمانی: Maximilian Friedrich von Königsegg-Rothenfels) از ماسه سنگ معمولی بامبرگر توسط معمار این عمارت یوهان کنراد شلاون ساخته شده‌است. از سال ۱۹۵۴ نقطه عطف دانشگاه مونستر بوده‌است.